# Liste der Vögte von Flein
Die Liste der Vögte von Flein listet alle bekannten Vögte des Ortes Flein auf. Da Flein vom 14. Jahrhundert bis 1802 ein Dorf der damaligen Reichsstadt Heilbronn war, entstammten die Fleiner Vögte dem Heilbronner Patriziat und waren üblicherweise auch Bürgermeister in Heilbronn.
- Hans Erer der Ältere (erwähnt 1387, 1402)
- Ulrich Nenninger (erw. 1442)
- Hans Erer der Jüngere (erw. 1456)
- Hans Erer (erw. 1481, 1494)
- Conrad Erer (erw. 1503, 1521, 1526)
- Wolf Berlin (1559–1571)
- Philipp Orth (1571–1603)
- Georg Becht (1603–1606)
- Christoph Ans (1606–1621)
- Ludwig Imlin (1621–1635)
- Michael Kollenberger (1635–1637)
- Johann Glandorf (1637–1649)
- Johann Georg Spitzer (1650–1682)
- Johann David Feyerabend (1682–1716)
- Johann Heinrich Orth (1717–1731)
- Johann Georg Becht (1731–1733)
- Johann Bernhard Orth (1734)
- Johannes Schübler (1735–1757)
- Georg Philipp August Mylius (1757–1781)
- Georg Heinrich von Pancug (1781–1783)
- Georg Christoph Kornacher (1783–1802)